# Junkers Ju 86
Junkers Ju 86 — немецкий высотный средний бомбардировщик, создан в КБ фирмы Юнкерс (Junkers) под руководством Э. Цинделя.
Первый полет состоялся 4 ноября 1934 года. Вариант Ju-86A-1 принят на вооружение люфтваффе в феврале 1936 года. Пассажирские Ju-86В-0 Lufthansa получила приблизительно в то же самое время.

## Разработка и испытания

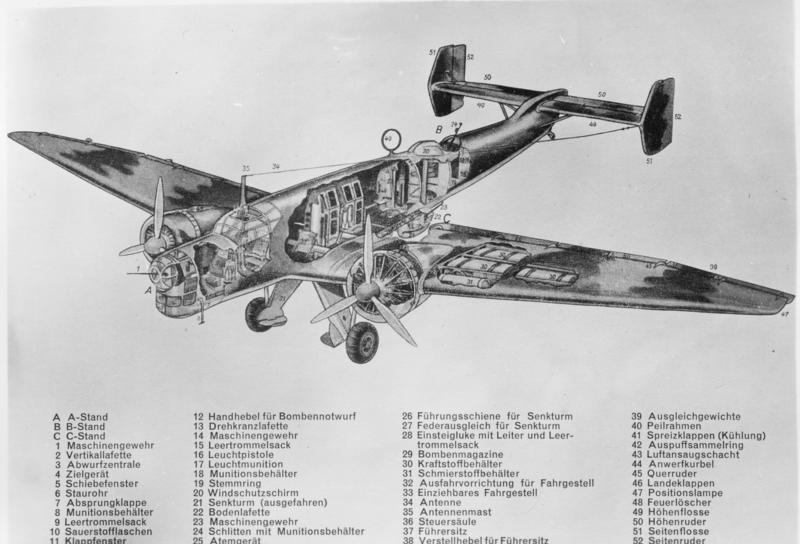
Бомбардировщик Юнкерс Ju 86 в разрезе

В 1934 году авиакомпания «Люфтганза» выдала авиастроительным фирмам «Хейнкель» и «Юнкерс» техническое задание на разработку скоростного авиалайнера на 10 пассажиров. Идея создания такого самолёта вызвала интерес у министерства авиации, которому требовались скоростные бомбардировщики.
В результате технический департамент министерства авиации и «Люфтганза» выработали единые требования к двухмоторному самолёту, сочетающего качества среднего бомбардировщика и коммерческого самолёта. В результате обе фирмы получили заказ на разработку скоростных авиалайнеров двойного назначения, это привело к созданию двух проектов, которым было суждено сыграть важную роль в развитии боевой и гражданской авиации Третьего Рейха в предвоенные годы.
При проектировании нового самолёта конструкторы «Юнкерса» опирались на опыт создания одномоторного пассажирского самолёта Ju-60/160. На самолёте предполагалось применить 6-цилиндровые дизельные двигатели Jumo 205C, разрабатываемые моторостроительным подразделением «Юнкерса». Однако разработка нового самолёта шло быстрее, чем создание двигателя, поэтому на первом прототипе пришлось установить двигатели Siemens SAM22.
Новый самолёт получил наименование Ju-86. Весной 1934 года фирма получила заказ от министерства на пять опытных машин в военном и в гражданском вариантах, сначала боевой самолёт, а следующий гражданский. 4 ноября 1934 года совершил первый полет военный прототип Ju −86ab1. В процессе испытаний он развил скорость 340 км/ч. 22 марта 1935 года был готов пассажирский прототип Ju-86ba1. Самолёты различались формой и компоновкой фюзеляжа. На гражданском самолёте стоял дизельный двигатель Jumo 205C. В сентябре гражданский прототип был передан авиакомпании «Люфтганза» для проведения эксплуатационных испытаний. После проведения испытаний авиакомпания заказала пять самолётов.
Ju-86 стал первым самолётом фирмы «Юнкерс» построенным без Гуго Юнкерса и первым авиалайнером фирмы без гофрированной обшивки. Самолёт не имел коммерческого успеха, приоритет был отдан производству бомбардировочных и разведывательных модификаций Ju-86.

## Эксплуатация
Первые пять заказанных самолётов авиакомпания «Люфтганза» получила в мае-июле 1936 года и с конца года авиалайнеры работали на внутренних немецких линиях. В 1937 году авиакомпания получила ещё пять самолётов новой модификации с увеличенной дальностью полета — Ju 86C-1. Самолёты до 1940 года обслуживали 18 линий «Люфтганзы», после чего большая часть самолётов были реквизированы «Люфтваффе».

### Экспортные модели
Заказы на гражданский вариант самолёта обозначался литерой «Z», а на боевой литерой «K».

###### Гражданские
Swissair — швейцарская авиакомпания, с апреля 1936 года, первый зарубежный оператор Ju 86B-0, эксплуатировался на ночной почтовой линии Цюрих — Франкфурт-на-Майне. Позже был поставлены ещё два самолёта Ju 86Z-1 (экспортная версия Ju 86С-1) и Ju 86Z-2 с двигателями BMW 132Dc.
Linea Aerea Nacional — чилийская авиакомпания приобрела четыре самолёта Ju 86Z-2 в 1937—1938 годах. Самолёты эксплуатировались на внутренних авиалиниях и в конце 1940 года они были переданы военно-воздушным силам Чили. Там они использовались недолго, так как во время войны поставка комплектующих и запчастей из Германии прекратилась.
South African Airways — южно-африканская авиакомпания приобрела 18 самолётов Ju 86Z-3 с двигателями Rolls-Royce Kestrel XVI и Ju 86Z-5 с двигателями Pratt & Whitney Hornet, это были модификации специально разработанные для Южной Африки. Самолёты авиакомпании обслуживали как внутренние линии так и международные по странам Африки. С началом Второй Мировой войны самолёты перешли в собственность военно-воздушных сил ЮАР (SAAF). Самолёты были переоборудованы в разведчики и бомбардировщики.
Lloyd Aereo Boliviano — боливийская авиакомпания в 1937 году приобрела четыре самолёта модификации Ju 86Z-7 с двигателями Pratt & Whitney SIE-G. В мае 1941 года все самолёты были реквизированы боливийскими ВВС.
Manshu Koku K.K. — маньчжурская авиакомпания заказала 17 самолётов Ju 86Z-2. Самолёты были приобретены по бартеру за соевые бобы. Эксплуатация началась в начале 1939 года. Было поставлено 14 самолётов, оставшиеся три так и не были поставлены из-за начавшейся войны. Самолёты работали на линиях из Маньчжурии в Китай и Корею.

###### Военные
Швеция — в 1936 году было заказано три самолёта с двигателями Pratt & Whitney Hornet, которые получили обозначение Ju 86K-1 (в Швеции самолёт назывался В.3). По результатам испытаний шведы заказали дополнительно 37 самолётов — 20 с двигателями Bristol Pegasus III, самолёт обозначался Ju 86K-4, остальные с двигателями Pegasus XII — Ju 86K-5. Заказ предусматривал сборку бомбардировщиков по лицензии в Швеции на заводе фирмы SAAB A.B. Лицензионное производство началось в 1938 году с заказа на 40 самолётов, затем заказ сократили до 16 экземпляров. Построенные в Швеции самолёты получили обозначение Ju 86K-13. В шведских ВВС самолёты использовались как торпедоносцы, под обозначением Т3. В 1948 году оставшиеся Ju 86K были переоборудованы в гражданские 12-местные самолёты. Последний самолёт был списан в 1956 году.
Чили — в 1937 году было заказано двенадцать самолётов Ju 86K-6, оснащенных двигателями Pratt & Whitney Hornet. Чилийские ВВС использовали их как средние бомбардировщики.
Португалия — заказала десять бомбардировщиков Ju 86K-6.
Венгрия — самый крупный заказ на бомбардировщики поступил от венгерских ВВС. Всего было закуплено 66 бомбардировщиков Ju 86K-2, самолёты оснащались французскими двигателями Gnome-Rhone 14k «Mistral Major», производимых по лицензии венгерской компанией «W.Weiss». Венгерские бомбардировщики, понесли большие потери во время военных действий, и использовались в боевых частях ВВС до 1942 года. Оставшиеся самолёты были сняты с вооружения и в дальнейшем использовались в качестве транспортных и учебно-тренировочных.

## Конструкция
Ju.86 являлся развитием однодвигательного Ju.60 и его варианта Ju.160. Двухмоторный цельнометаллический моноплан с разнесенным двухкилевым оперением и убирающимся шасси.
Фюзеляж — полумонокок овального сечения. . Силовой набор фюзеляжа состоит из четырёх лонжеронов, которые связаны шпангоутами овальной формы. К ним приклепывалась гладкая работающая обшивка. Материалом служил дюралюминий.

###### Гражданский вариант Ju 86
В носовой, закругленной части фюзеляжа находилась застекленная трехместная кабина экипажа. За кабиной экипажа, через разделительную перегородку, пассажирский салон на 10 посадочных мест. Кресла располагались вдоль бортов со сквозным проходом по середине салона. У каждого из кресел с обеих сторон фюзеляжа расположены по пять прямоугольных иллюминаторов. Вход в пассажирский салон и багажный отсек осуществлялся через дверь по левому борту, а в задний багажный отсек через дверь по правому борту фюзеляжа. В передней части салона, сразу около двери, находился небольшой тамбур с умывальной комнатой и туалетом. Стенки салона имели звукоизоляцию. Салон был оборудован принудительной системой приточной и вытяжной вентиляции. Каждое из кресел имело свой плафон освещения и ремень безопасности.
При использовании самолёта в качестве грузового в салоне отсутствовали кресла. Для переоборудования пассажирского самолёта в грузовой — снималась поперечная перегородка и обшивка с потолка салона. Крупногабаритные грузы загружались через, расположенный на верхней части фюзеляжа, люк.

###### Военный вариант
В носовой части фюзеляжа в застекленной кабине находилось место штурмана-бомбардира, далее закрытая кабина пилота, а за ней бомбовый отсек. Бомбовый отсек закрывался створчатыми люками.
Крыло — свободнонесущее двухлонжеронное трапециевидное в плане с гладкой обшивкой. Состоит из центроплана и двух отъёмных консолей. По всей длине крыла, вдоль его задней кромки, установлены подвесные элероны с весовой компенсацией и секционные закрылки типа «Юнкерс». К центроплану крепились мотогондолы. На нижней поверхности центроплана располагались ниши для уборки шасси.
Хвостовое оперение — двухкилевое разнесенное подкосное. Стабилизатор поддерживается двумя V-образными подкосами. Рули снабжены триммерами.
Шасси — двухстоечное с хвостовым колесом, убирающееся в полете. Стойки убираются в ниши центроплана, между фюзеляжем и мотогондолами, во внешние стороны от оси самолёта. На стойках шасси были закреплены щитки, которые в убранном положении шасси закрывали ниши центроплана. Уборка производится с помощью электропривода. На каждой стойке было по одному колесу с пневматиками низкого давления. Заднее колесо в полете не убиралось.
Силовая установка — два поршневых 6-цилиндровых и 12-поршневых дизельных двигателя жидкостного охлаждения Junkers Jumo 205C мощностью 600 л. с. Двигатель крепился к мотораме при помощи болтовых соединений. Воздушный винт металлический трёхлопастный с изменяемым в полете шагом. Двигатели закрывались капотами с регулируемыми щелями для выхода воздуха.
Вооружение — устанавливалось только оборонительное вооружение три пулемёта калибра 7,92 мм. Один пулемёт был установлен в кабине штурмана в пулемётной башне, второй на шкворневой установке в кабине радиста. Третий пулемёт, для защиты от атак снизу, устанавливался в нижней выдвижной башне. В небоевом положении башня была полуутоплена в фюзеляже, при необходимости башня опускалась вниз вместе со стрелком.
Во время первых полётов опытного Ju.86аb1, ещё не имевшего вооружения, выявился целый ряд недостатков, главным из которых была плохая реакция на рули, также была недостаточной продольная устойчивость.
Хотя проект отличался множеством новшеств, характеристики двигателей были плохие. Когда началась война, самолёт быстро убрали с фронта, хотя высотные экземпляры остались как разведчики.
Летчики жаловались на недостаточный обзор из кабины Ju.86, и много экземпляров были повреждены в несчастных случаях при посадке, когда летчики теряли из виду землю при подходе.
Выпускался в вариантах бомбардировщика и (c 1940) — высотного разведчика (Ju-86R-1 и R-2).
В 1937 году на вооружение поступил Ju-86Е-1 со звездообразными двигателями BMW 132.

## Модификации Junkers Ju.86

### Ju.86A и Ju.86D
Четырёхместный средний бомбардировщик. Экипаж 4 человека: пилот, штурман, радист и стрелок. Двигатель Jumo 205C-4. Ju.86A поступил на вооружение люфтваффе в 1936 году, при эксплуатации выявилась неудовлетворительная устойчивость самолёта. Ju.86D отличался удлинённой хвостовой частью фюзеляжа, для улучшения устойчивости, и увеличенным запасом топлива. Ju.86D проходили обкатку в боевых условиях в Испании в составе «Легиона Кондор». Масса бомбовой нагрузки 800 кг — восемь 100-кг бомб в отдельных отсеках вертикально. Было изготовлено около 200 самолётов (в т.ч 42 Ju.86A).
Ju.86B и Ju86.C
Предсерийный и серийный варианты гражданского самолёта. Было изготовлено 16 экземпляров. эксплуатировались на 18 авиалиниях до 1940 года. Двигатели Jumo 205C-4.
Ju.86E
Бомбардировщик с 9-цилиндровами двигателями воздушного охлаждения BMW 132F (810 л. с. 18 самолётов) и BMW 132N (865 л. с. на 16 самолётов). Масса бомбовой нагрузки 1000 кг.
Ju.86G
На самолёте была решена проблема плохого обзора пилота при взлете. Были изменены обводы носовой части фюзеляжа. Кабина была перенесена вперед, а всю носовую часть полностью остеклили. Пулемёт перенесли на правую лобовую панель. В 1938 году было изготовлено 40 экземпляров.

### Ju.86P
С апреля 1940 года завод «Юнкерс» в Дессау запустил серийное переоборудование бомбардировщиков Ju.86D в высотные разведчики и унифицированные с ними бомбардировщики.

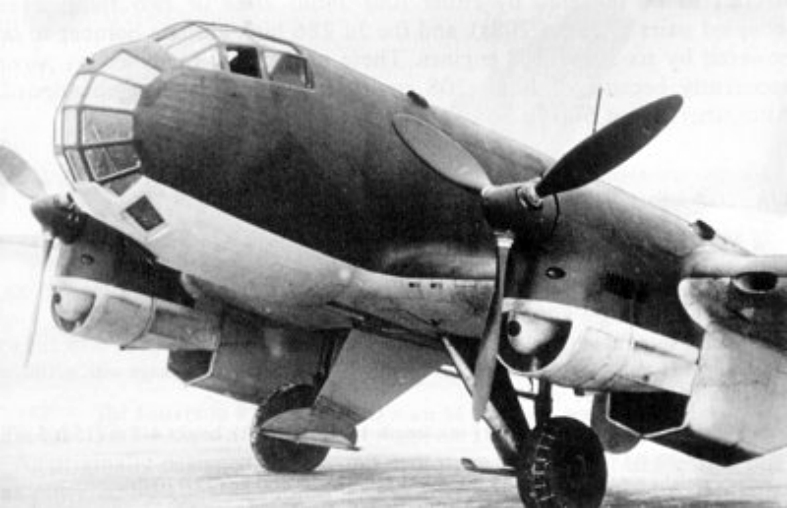
Ju 86P

Высотный бомбардировщик Ju.86P-1 с двигателями Jumo 207, способный нести 4x250 кг или 16x50 кг бомб. Первоначально обозначавшийся Ju.86H, этот вариант появился как Ju.86Р. К фюзеляжу от Ju.86D «Юнкерс» добавил новую двухместную герметичную кабину, давление в которой поддерживалось эквивалентное высоте 3000 м. Это достигалось путём наддува воздухом, отбиравшимся от нагнетателя левого двигателя, а в конструкции кабины использовалось многослойное остекление из плексигласа, пространство между которым заполнялось сухим воздухом. Экипаж попадал в кабину через круглый люк, расположенный внизу по правому борту.
Оборонительного вооружения не было. Запас топлива составлял 1000 л, что обеспечивало 4-часовой полет.
Прототип Ju.86Р VI поднялся в воздух в феврале 1940 г., а в марте — V2, оба самолёта с дизельными двигателями Jumo 207А-1 достигли высоты более 10 000 м.
Летом 1940 года Ju.86P совершил несколько разведывательных полетов над Англией, оставаясь недосягаемыми для истребителей и зенитной артиллерии. С мая 1941 года, в ходе подготовки к операции «Барбаросса», они начали летать над приграничными районами СССР и проводить фотосъемку военных объектов.
Высотные «юнкерсы» были сосредоточены в разведывательных группах Главного командования «!Люфтваффе». Они занимались стратегической разведкой в Средиземноморье, Западной Европе и на восточном фронте.

### Ju.86R
В начале 1942 г. немцы поняли, что союзники могут скоро создать перехватчик, который легко справится с Ju.86P, поэтому в середине 1942 в небо поднялся Ju.86R, созданный на базе Ju.86P. На крыле, увеличенном до невероятных размеров — 32 м, были установлены модифицированные Jumo-207B-3, развивавшие на взлёте 1000 л. с. и 750 л. с. на высоте 12 200 м, а использование форсажа GM-1 обеспечивало большую высотность. Запас топлива в 1935 л обеспечивал продолжительность полета 7 часов 10 мин.
Трёхлопастный винт был заменен четырёхлопастным, — это позволило достичь потолка в 14 400 м.
Модификации обозначения по отношению к серии Р поменялись на обратные — Ju.86R-1 стал самолётом-разведчиком, a Ju.86R-2 — бомбардировщиком.
Выпуск Ju.86R продолжался до лета 1942 года. Ju.86P эксплуатировался до августа 1943 года, а Ju.86R до июня 1944 года.

### Ju 86 K (экспортная версия)

#### Ju 86 K-1
Этого типа две машины были доставлены в Швецию и одна в Южную Африку. Двигатель 2 × Pratt & Whitney R-1690 Hornet мощностью 758 л. с. (558 кВт). Шведское название B 3.

#### Ju 86 K-2
Вариация для Венгрии. Используемые двигатели Gnôme-Rhône Mistral Major были изготовлены по лицензии в Венгрии. В общей сложности 66 единиц построены для Венгрии.

#### Ju 86 K-4
Вариант для Швеции, таких машин было поставлено 18, они были оснащены двигателями Bristol Pegasus VI мощностью 740 л. с. (544 кВт). Шведское название B 3A.

#### Ju 86 K-5
Вариант Ju-86-K-4, строился по лицензии. В отличие от K-4, использовались двигатели Bristol Pegasus XII мощностью 880 л. с. (647 кВт). Шведское название B 3B.

#### Ju 86 K-6
Для Чили, оснащенный радиальными двигателями Pratt & Whitney, построено двенадцать штук.

#### Ju 86 K-7
Вариант для Боливии и Чили оснащён радиальными двигателями Pratt & Whitney Hornet, построено десять машин.

#### Ju 86 K-13
Это лицензированное производство SAAB в Швеции. Были выпущены две серии:
Самолёт со шведским обозначением B 3C и лицензированными Bristol Mercury XXIV мощностью 980 л. с. (720 кВт).
Семь самолётов со шведским обозначением B 3D и двигателями польского производства Bristol Mercury XIX мощностью 905 л. с. (665 кВт).
Машины этого типа были использованы в 1955 году во время съёмок фильма «Генерал дьявола».

## Боевое применение
СССР
К январю 1941 года была сформирована группа из четырёх эскадрилий Ju.86P. Действуя из Северной Германии, они совершали боевые и разведывательные полеты над Британскими островами.
В ходе подготовки к операции «Барбаросса» немецкая воздушная разведка смогла выявить систему обороны противостоящих советских войск, расположение их командных пунктов и практически всех советских аэродромов. Значительная доля этих сведений была получена с помощью разведчиков Ju.86P, совершавших полёты с аэродромов вблизи Будапешта и Кракова. С началом вторжения в Советский Союз на Восточный фронт были переброшены три эскадрильи группы, четвёртая осталась на Западе и продолжала вести разведку с предельных высот.
В 1941 года высотные Ju.86 совершали разведывательные полёты над Москвой, проводя воздушную разведку безнаказанно, поскольку имеющиеся на вооружении СССР самолёты оказались неподготовленными для ведения боев на больших высотах при низких температурах. Успешному перехвату немецких высотных разведчиков мешало также отсутствие радиостанций на советских истребителях в начальный период войны, а также отсутствие у СССР системы радиолокационного обнаружения. Требовалось срочно вооружить советскую ПВО высотными истребителями и кислородным оборудованием.
В 1943 г. по заданию Государственного Комитета Обороны ОКБ Лавочкина приступило к работе по созданию высотного истребителя путём установки на самолёт Ла-5 турбокомпрессоров ТК-3 конструкции ЦИАМ. Для получения потолка высоты порядка 14 км кроме установки ТК были увеличены площадь крыла и оперения, установлен новый винт, снято бронирование и одна пушка. Однако во время заводских испытаний самолёт потерпел аварию.
В 1944 г. работы по созданию высотного истребителя были продолжены на базе серийного Ла-7. В июле 1944 года начались заводские испытания. Ввиду длительной доводки ВМГ с ТК, испытания одной из опытных машин, получившей заводской индекс «116», продолжалась до начала 1946 г., после чего были прекращены как потерявшие актуальность.
Не оправдались также надежды, возлагавшиеся на Як-9ПД с нагнетателями Доллежаля, и на МиГ-11 с турбокомпрессорами. Советская авиация так и не смогла ничего противопоставить немецкому Ju-86.
Англия
Уже после окончания Битвы за Британию Ju.86Р продолжали одиночные полеты над Англией, сбрасывая только по одной 100-кг бомбе. Для перехвата был подготовлен модифицированный «Спитфайр» Mk VI с крылом увеличенного размаха. Кабина герметизирована не была, летчик использовал кислородный аппарат и костюм с электро-подогревом. В сентябре 1942 года Спитфайр Mk VI, пилотируемый Эммануилом Голицыным, выполнил успешный перехват Ju.86P над Англией на высоте 15 км (44 тыс. футов). Голицыну удалось подняться выше Юнкерса и выйти в атаку. Одна из двух 20-мм пушек Спитфайра отказала, что снизило эффективность стрельбы. Юнкерс сбросил бомбу в поле и ушел. Как позднее оказалось, Голицыну удалось добиться одиночного попадания в крыло Юнкерса.
Египет
24 августа 1942 года специально облегчённый «Спитфайр» Mk V, вылетевший с базы в Абукире (Египет), перехватил Ju.86P и сбил его на высоте 12 800 м севернее Каира.
На «Юнкерсы» сразу же установили внизу под фюзеляжем выдвигающуюся гондолу с пулемётом MG-17 для стрельбы назад (при его развертывании в боевое положение скорость полёта падала), но «Спитфайры» из Абукира вскоре сбили ещё два Ju.86Р, и эскадра 2.(F)/AufklGr 123 к августу 1943 г. прекратила использовать эти самолёты.

## Тактико-технические характеристики
Приведённые ниже характеристики соответствуют модификации Ju.86R-1:
Источник данных: Крылья люфтваффе Юнкерс Ju.86

Технические характеристики
- Экипаж: 2 человека (пилот и наблюдатель)
- Длина: 16,5 м
- Размах крыла: 32 м
- Высота: 4,1 м
- Площадь крыла: 97,6 м²
- Масса пустого: 6785 кг
- Максимальная взлётная масса: 11 540 кг
- Объём топливных баков: 1 935 л
- Силовая установка: 2 × дизельные Jumo-207B-3
- Мощность двигателей: 2 × 1000 л. с. (2 × 746 кВт)
- Воздушный винт: трёхлопастной

Лётные характеристики
- Максимальная скорость:  
  - 420 км/ч на высоте 9000 м
  - 370 км/ч на высоте 14 000 м
- Крейсерская скорость: 250 км/ч на высоте 13 700 м
- Практическая дальность: 1000 км
- Перегоночная дальность: 1735 км
- Продолжительность полёта: 7 ч. 10 мин.
- Практический потолок: 14 400 м

Вооружение
- Бомбы: 4 x 250 кг или 16 x 50 кг

## Эксплуатанты

### Военные
Нацистская Германия
- Люфтваффе:

 Австрия
- ВВС Австрии

 Королевство Венгрия
- ВВС Венгрии: 66 самолётов;

 Португалия
- ВВС Португалии: 10;

 Королевство Румыния
- ВВС Румынии

 Франкистская Испания
- ВВС франкистской Испании

 Швеция
- ВВС Швеции: 40[3]

 Япония
- Кэмпэйтай (?) — 1.

 Маньчжоу-го
- Императорские ВВС Маньчжоу-го использовали Ju-86Z-2 в качестве транспортных.

 Южно-Африканский Союз
- ВВС ЮАС: 1 Ju 86K и 17 Ju 86Z (из состава South African Airways) использовались в 12-й и 16-й эскадрильях.[4][5]

 Боливия
- ВВС Боливии: 3 самолёта;

 Чили
- ВВС Чили — 12.

### Гражданские
Нацистская Германия
- Lufthansa

 Швеция
- AB Aerotransport — 1;

 Швейцария
- Swissair — 1

 Франкистская Испания
 Южно-Африканский Союз
- South African Airways

 Маньчжоу-го
- Manchuria Aviation Company

 Австралия

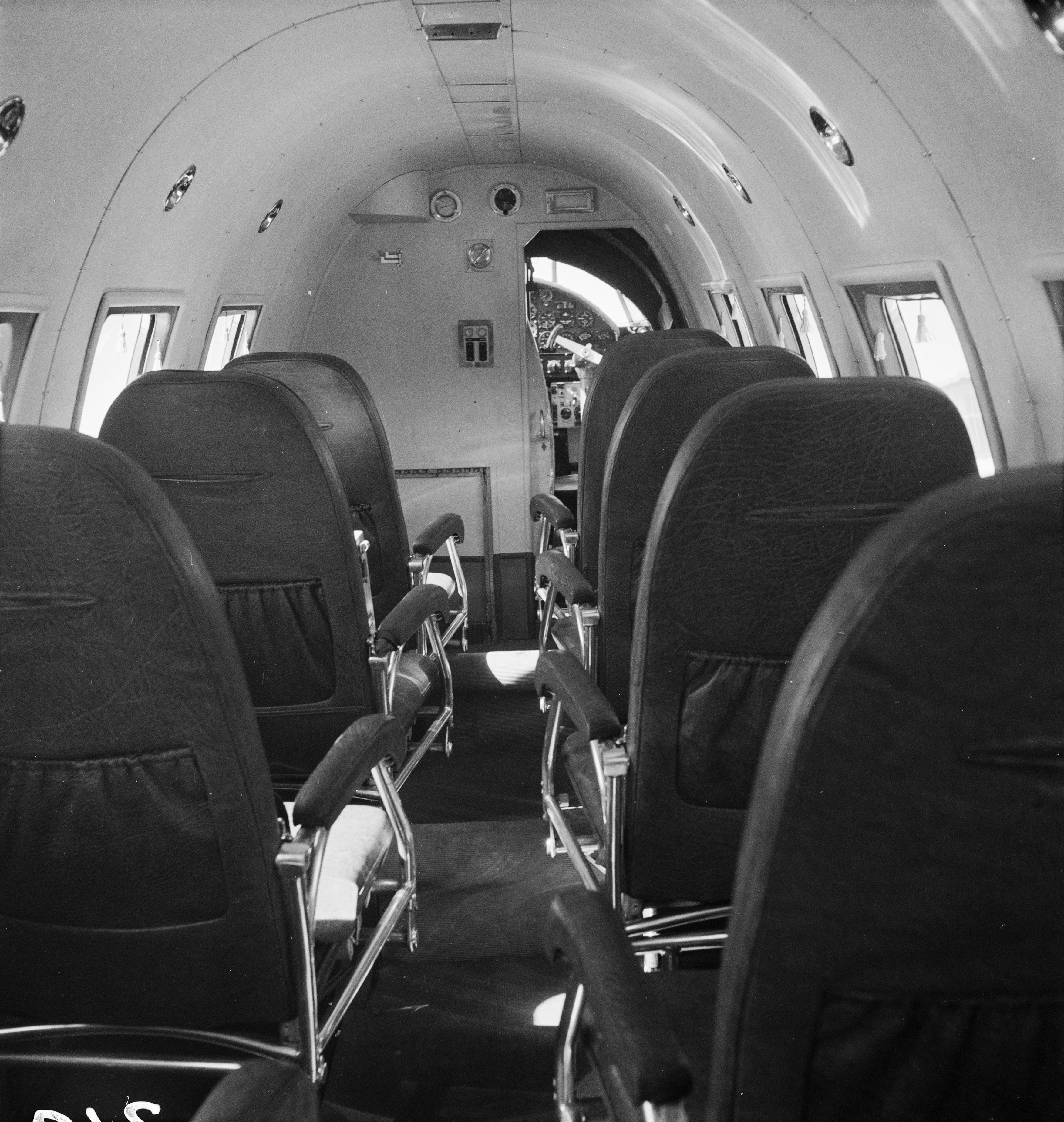
Ju-86 B-1

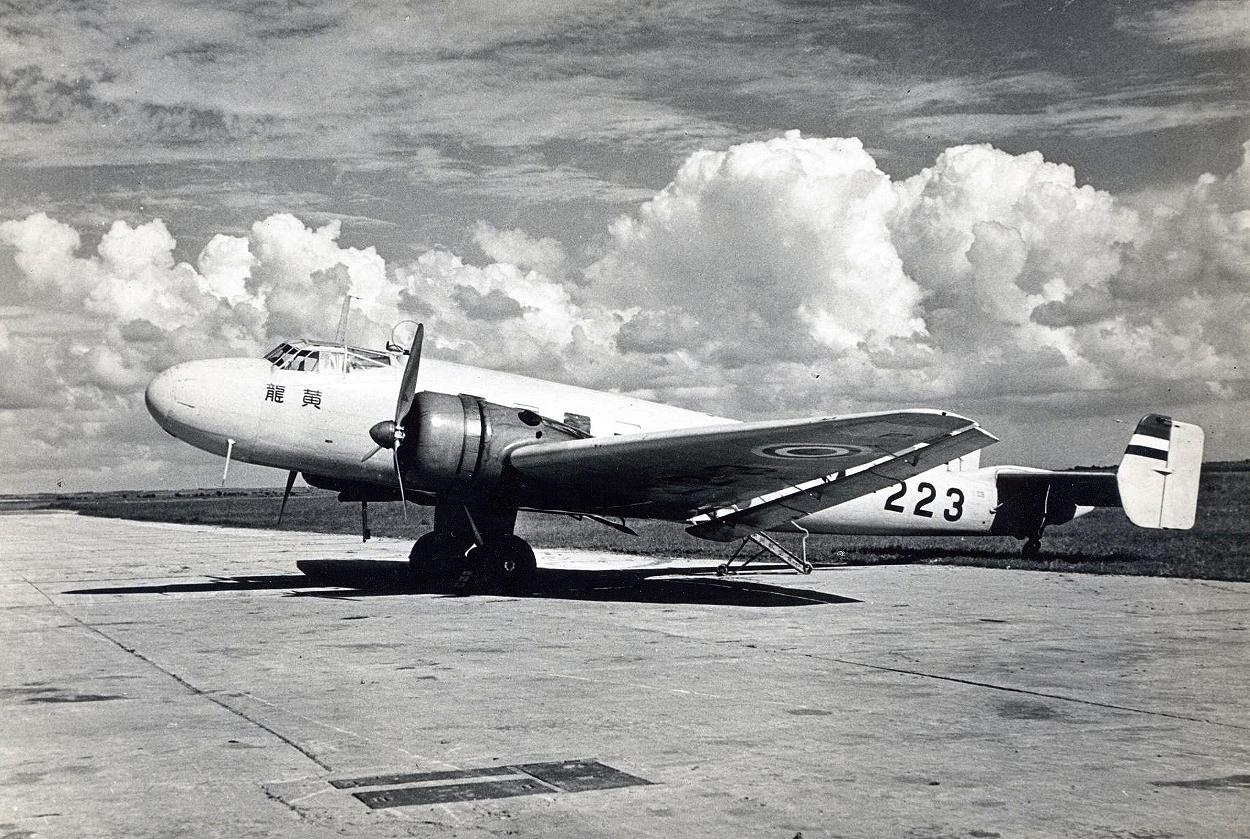
Junkers Ju 86Z, M-223 «Huánglóng» (黃龍) Manchuria Aviation Company.

- Southern Airlines and Freighters of Australia

 Боливия
- Lloyd Aéreo Boliviano — 1;

 Чили
- LAN Chile — 4.

### Комментарии
1. ↑  Потомок известной русской фамилии князей Голицыных
2. ↑  После окончания войны Голицын встречался с пилотом Юнкерса Хорстом Гёнцем (Horst Goetz) и даже подружился с ним.

### Сноски
1. 1 2 3 4 5 6 7 8 9 10 11 12 13 14 15 16 17 18 19 20 21 22 23  В. Котельников. Дальние высотные разведчики 1939—1945 гг.
2. ↑  Авиационная энциклопедия «Уголок Неба» Ju.86B (C,Z)
3. ↑  «T 3 — Junkers Ju 86K.» Архивная копия от 28 января 2020 на Wayback Machine Avrosys.nu. Retrieved: 23 July 2009.
4. ↑  «The Air Force: Aircraft Ju 86 K-3 / Z.» Архивная копия от 13 августа 2020 на Wayback Machine saairforce.co. Retrieved: 18 August 2010.
5. ↑  Emergency bomber. www.ww2incolor.com. Дата обращения: 5 мая 2013. Архивировано 4 марта 2016 года.